# Ankh (banda)
Ankh es una banda polaca de rock formada en 1991 en Kielce, Voivodato de Santa Cruz. su nombre proviene del símbolo egipcio Anj.
Ankh es considerado un grupo de culto, debido al expresionalismo y cultura musical del grupo, ya que el grupo no difunde su música por los medios de comunicación, las mayores influencias del grupo son Emerson, Lake & Palmer y King Crimson.
Sus canciones abordan experimentalismo, minimalismo y música de vanguardia con rock, y son cantados en idioma polaco, aunque los títulos de sus canciones en el álbum "Expect Unexpected" son en inglés pero cantados en su mismo idioma natal.
Las mayores presentaciones de Ankh han sido en el Baja Prog en México en su cuarta edición del 2001 y sexta de 2003 y el Rio ArtRock Festival de Brasil en su edición de 1999, asimismo en el 2006 se sacó una edición en vivo llamada "Cachaça: Live At Rio ArtRock Festival 99".
Después de una larga ausencia de 15 años desde su último material discográfico en el año 2003 titulado: "Expect Unexpected" regresan con 2 nuevos miembros, y sacando su quinto álbum de estudio en el mes de marzo de 2018 titulado: "Tu Jest i Tam Jest".

## Integrantes

### Formación actual
- Piotr Krzemiński - vocal, guitarra
- Krzysztof Szmidt - bajo
- Michał Pastuszka - teclados, guitarra
- Jasiek Próściński - percusión, batería
- Joanna Chudyba - violín

### Exintegrantes
- Andrzej Rajski - percusión, batería (? - ?)
- Łukasz Lisowski - viola (? - ?)
- Michał Jelonek - violín (? - ?)
- Adam Rain - percusión, batería (? - ?)
- Jacek Gabryszek - percusión, batería (1991 - 1997)
- Ernest Gaweł - teclados (? - ?)
- Dominik Bieńczycki - violín (? - ?)

## Discografía

### Álbumes de estudio
- 1994: "Ankh"
- 1995: "Ziemia i Słońce"
- 1998: "... Będzie Tajemnicą"
- 2003: "Expect Unexpected"
- 2018: "Tu Jest i Tam Jest"

### Recopilaciones
- 1994: "Ankh - Koncert Akustyczny"
- 2003: "Metal Hammer 5/2003"
- 2004: "Live in Opera '95"
- 2006: "Cachaça - Live at Rio ArtRock Festival ´99"

## Galería
|               |
| Ankh, (2008). |

|              |
| Ankh (2018). |

|              |
| Ankh (2018). |